# Hōyostrædet
Hōyostrædet (豊予海峡 Hōyo Kaikyō) eller Hajasuino Seto (速吸瀬戸), er et stræde beliggende i Japan.
Strædets  smalleste sted er Bungokanalen . Den er 14 km bred, og vanddybden er op til 195 m.